# Aaron Gillespie
Aaron Gillespie (n. 18 iulie 1983, Clearwater, Florida, SUA) este un muzician american, bateristul și vocalistul formației de muzică metal Underoath și liderul vocal al formației The Almost.

## Biografie
Aaron Roderick Gilespie s-a născut pe data de 18 iulie 1983 în Clearwater, Florida. A cresut într-o familie de creștini, frecventând școli private și mergând regulat la biserică.Părinții săi au divorțat când el avea 18 ani. La vârsta de 14 ani, Aaron a lucrat la biserică, pentru 60 de dolari pe săptămână. Îi făcea plăcere să cânte la tobe în biserică, dar i s-a spus că nu cântă bine, cântă prea tare.
La vârsta de numai 18 ani a primit o cerere din parte Underoath pentru a cânta la baterie în trupă. Gillespie s-a căsătorit cu Jemie Anne Robertson pe 25 noiembrie 2006, și s-a mutat în Salt Lake City, Utah pentru ca soția sa sa fie aproape de familia sa.
Are un frate, pe nume Jordan Stone, care locuiește în New Jersey, deși ia rareori legătura cu el, fiind în turneu tot timpul. Un an mai târziu Aaron și Jamie se mută înapoi în Florida, iar în prezent locuiesc în Tarpon Springs, FL. A primit premiul din partea cititiorilor revistei HM pentru cel mai bun toboșar în 2008, împreună cu colegul său de trupă,  Timothy McTague, care a primit premiul pentru cel mai bun chitarist în 2008.